# Kisaura imparis
Kisaura imparis là một loài Trichoptera trong họ Philopotamidae. Chúng phân bố ở miền Cổ bắc.